# Baby’s Bedtime
| Оценки критиков               | Оценки критиков |
| Источник                      | Оценка          |
| ----------------------------- | --------------- |
| AllMusic                      | [ 1 ]           |
| Encyclopedia of Popular Music | [ 2 ]           |

Baby’s Bedtime — девятнадцатый/двадцатый студийный альбом американской певицы Джуди Коллинз, выпущенный в 1990 году на лейбле Lightyear Entertainment.

## Об альбоме
Данный альбом состоит из двадцати семи детских песен, преимущественно колыбельных, предназначенных для прослушивания перед сном. На альбоме представлены как авторские песни, написанные Эрнестом Трустом, так и некоторые хорошо известные традиционные песни («Twinkle, Twinkle Little Star», «Rock A Bye Baby»). Пластинка поступила в продажу одновременно с альбомом Baby’s Morningtime, на котором также содержатся детские песни.

## Отзывы критиков
Уильям Рульманн из AllMusic назвал Джуди Коллинз с её чистым, ясным, безмятежным голосом идеальной исполнительницей колыбельных.

## Список композиций
| №                   | Название                        | Длительность |
| ------------------- | ------------------------------- | ------------ |
| 1.                  | «Dance Little Baby»             | 1:25         |
| 2.                  | «Stars»                         | 1:16         |
| 3.                  | «Tree Shadows»                  | 1:16         |
| 4.                  | «Night»                         | 2:13         |
| 5.                  | «At Night»                      | 0:43         |
| 6.                  | «Girls & Boys Come Out To Play» | 1:59         |
| 7.                  | «My Bed Is A Boat»              | 2:48         |
| 8.                  | «Hush, Little Baby»             | 1:38         |
| 9.                  | «Twinkle, Twinkle Little Star»  | 3:05         |
| 10.                 | «I See The Moon»                | 0:56         |
| 11.                 | «Rock A Bye Baby»               | 0:33         |
| 12.                 | «All The Pretty Horses»         | 1:47         |
| 13.                 | «How They Sleep»                | 2:19         |
| 14.                 | «Minnie & Winnie»               | 1:41         |
| 15.                 | «A Chill»                       | 1:22         |
| 16.                 | «Good Night»                    | 2:12         |
| 17.                 | «The Land Of Nod»               | 1:38         |
| 18.                 | «Gaelic Lullaby»                | 2:13         |
| 19.                 | «Lullaby & Good Night»          | 1:13         |
| 20.                 | «Cradle Song»                   | 0:56         |
| 21.                 | «The White Seal's Lullaby»      | 1:55         |
| 22.                 | «Sleep Baby Sleep»              | 1:10         |
| 23.                 | «Sweet And Low»                 | 2:07         |
| 24.                 | «Safe In Bed»                   | 0:59         |
| 25.                 | «All Through The Night»         | 1:59         |
| 26.                 | «Now I Lay Me Down To Sleep»    | 0:31         |
| 27.                 | «Day Is Done»                   | 0:39         |
| Общая длительность: | Общая длительность:             | 41:15        |